# Arthur Robert Hinks
Pour les articles homonymes, voir Hinks.
Arthur Robert Hinks (26 mai 1873 - 14 avril 1945) est un astronome et un géographe britannique,.

## Biographie
En tant qu'astronome, il est surtout connu pour son travail sur la détermination de la distance Terre-Soleil (soit l'unité astronomique) qu'il réalisa de 1900 à 1909 : pour cette réalisation, il reçoit la Médaille d'or de la Royal Astronomical Society et est élu fellow de la Royal Society. Dans sa carrière, ses dernières occupations professionnelles se sont faites en topographie et en cartographie, domaines que l'on peut considérer comme une extension de son intérêt initial pour l'astronomie.